# Nedre Eiker
Nedre Eiker er en en tidligere kommune som fra 2020 blev sammenlagt med Drammen i Viken fylke i Norge.
Den grænser til Lier, Hof og Øvre Eiker. Sammen med Øvre Eiker er kommunen en del af landskabet Eiker.

## Areal og befolkning
De fleste af kommunens indbyggere bor i Mjøndalen, Krokstadelva, Solbergelva og Steinberg.
Drammenselven deler kommunen, Steinberg og Mjøndalen ligger syd for elven mens Krokstadelva og Solbergelva ligger på nordsiden.